# 라슈타트
라슈타트(Rastatt, [ˈʁaʃtat])는 독일 바덴뷔르템베르크주 카를스루에 현 라슈타트 군에 있는 도시이다. 카를스루에에서 남서쪽으로 22 km, 바덴바덴에서 북쪽으로 12 km 떨어진 곳에 있다. 라슈타트 군(Landkreises Rastatt)의 최대 도시이자 군청 소재지이다.
17세기 말 프랑스군에 의해 파괴된 후 18세기에 바덴바덴 변경백의 거주도시로 확장되었으며, 스페인 계승 전쟁을 종결짓는 라슈타트 조약의 체결장소가 되었다. 19세기에는 독일 연방의 연방요새가 지어져 1848년 독일 혁명 때 중요 장소 중 하나였으며 20세기 말엽에는 국경방어도시였다.

라슈타트 - Rastatt
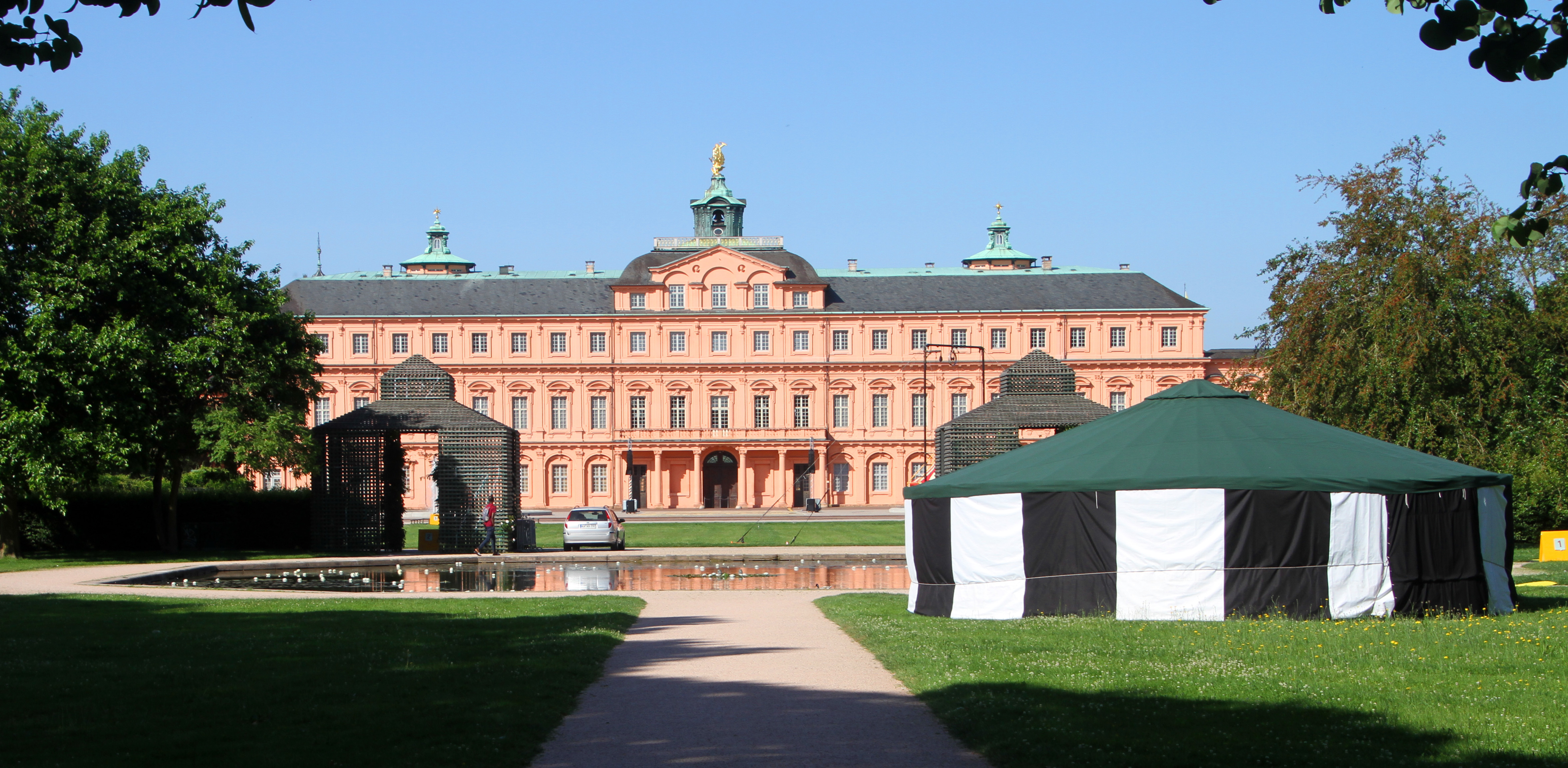
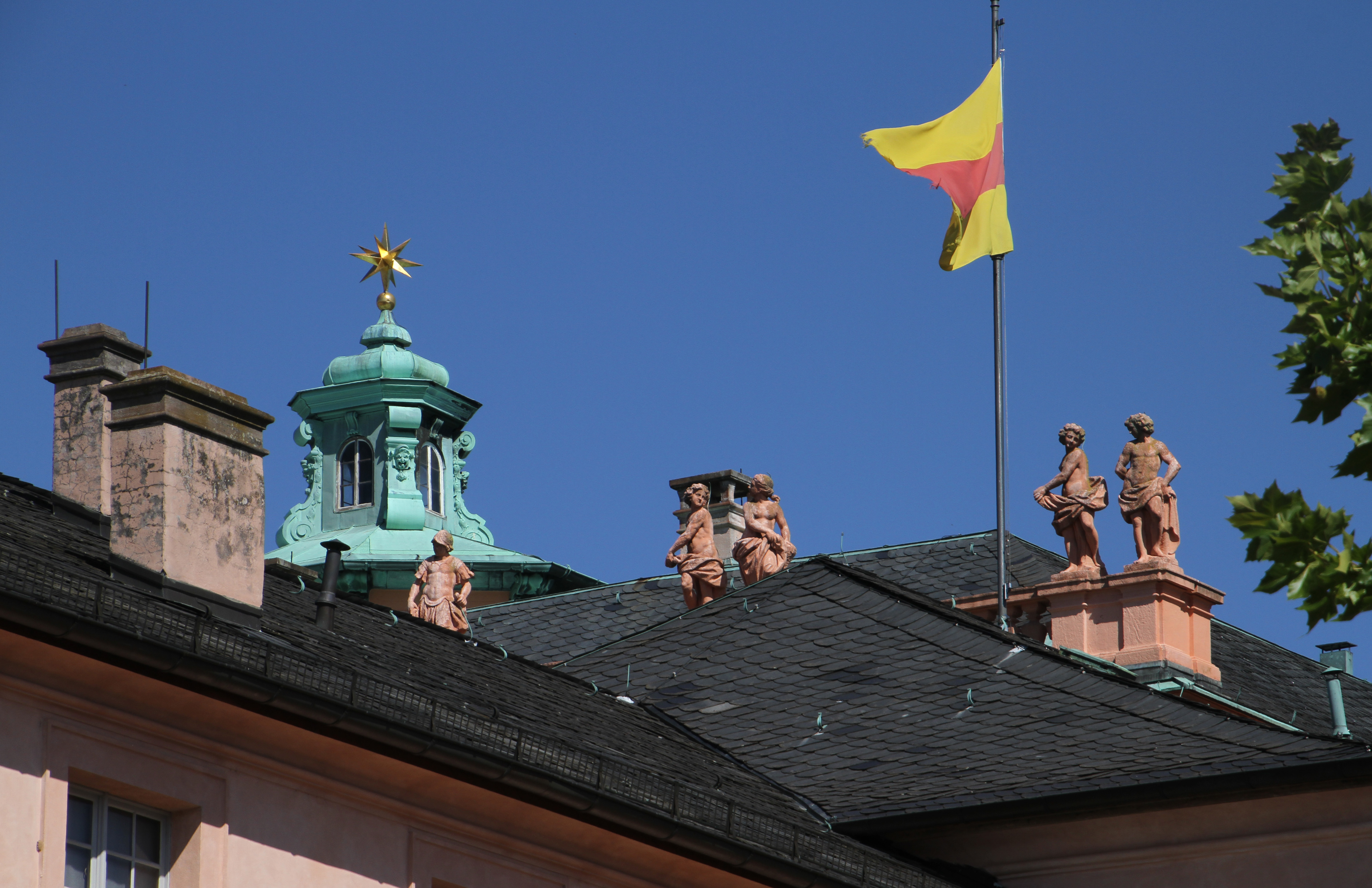
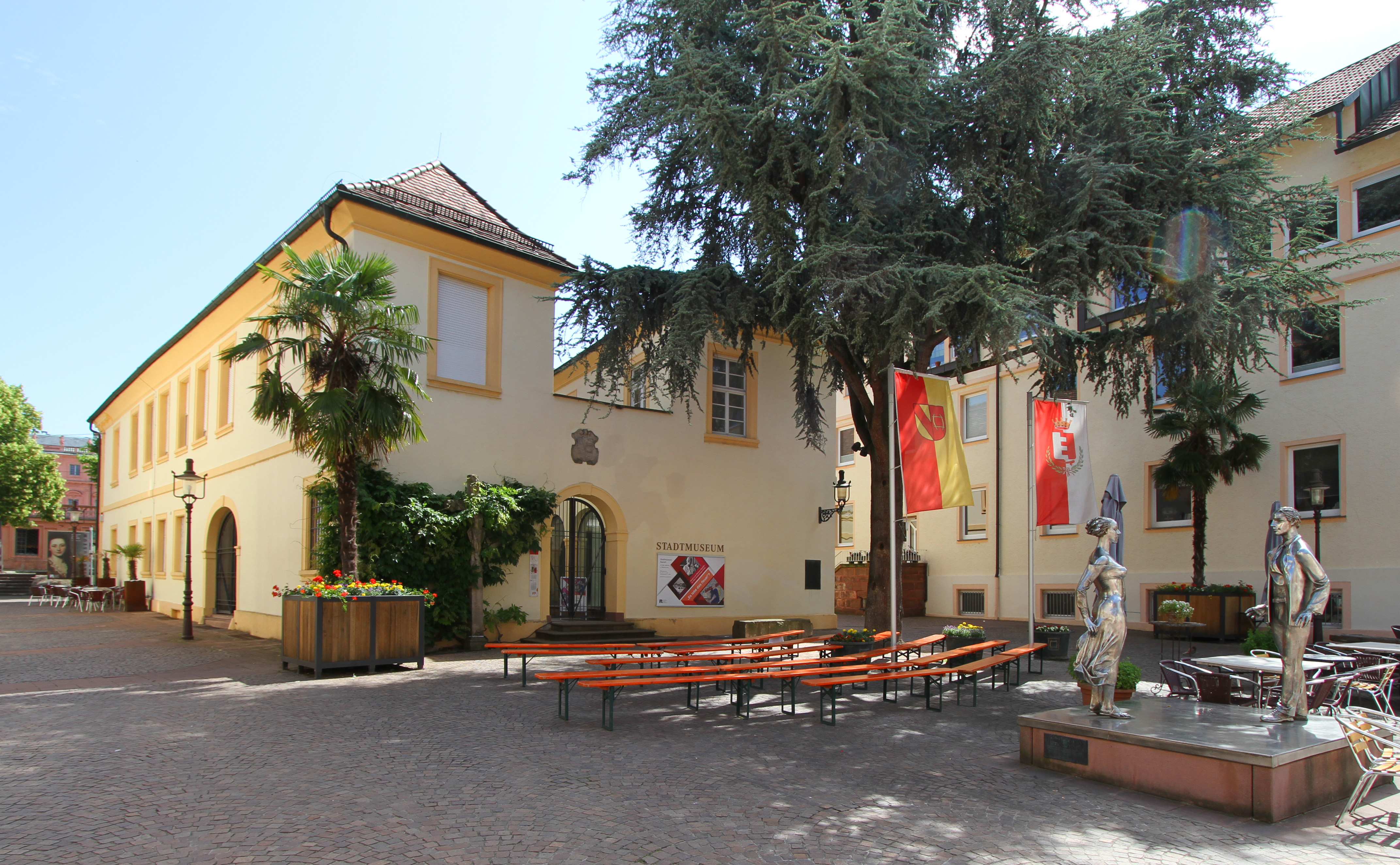
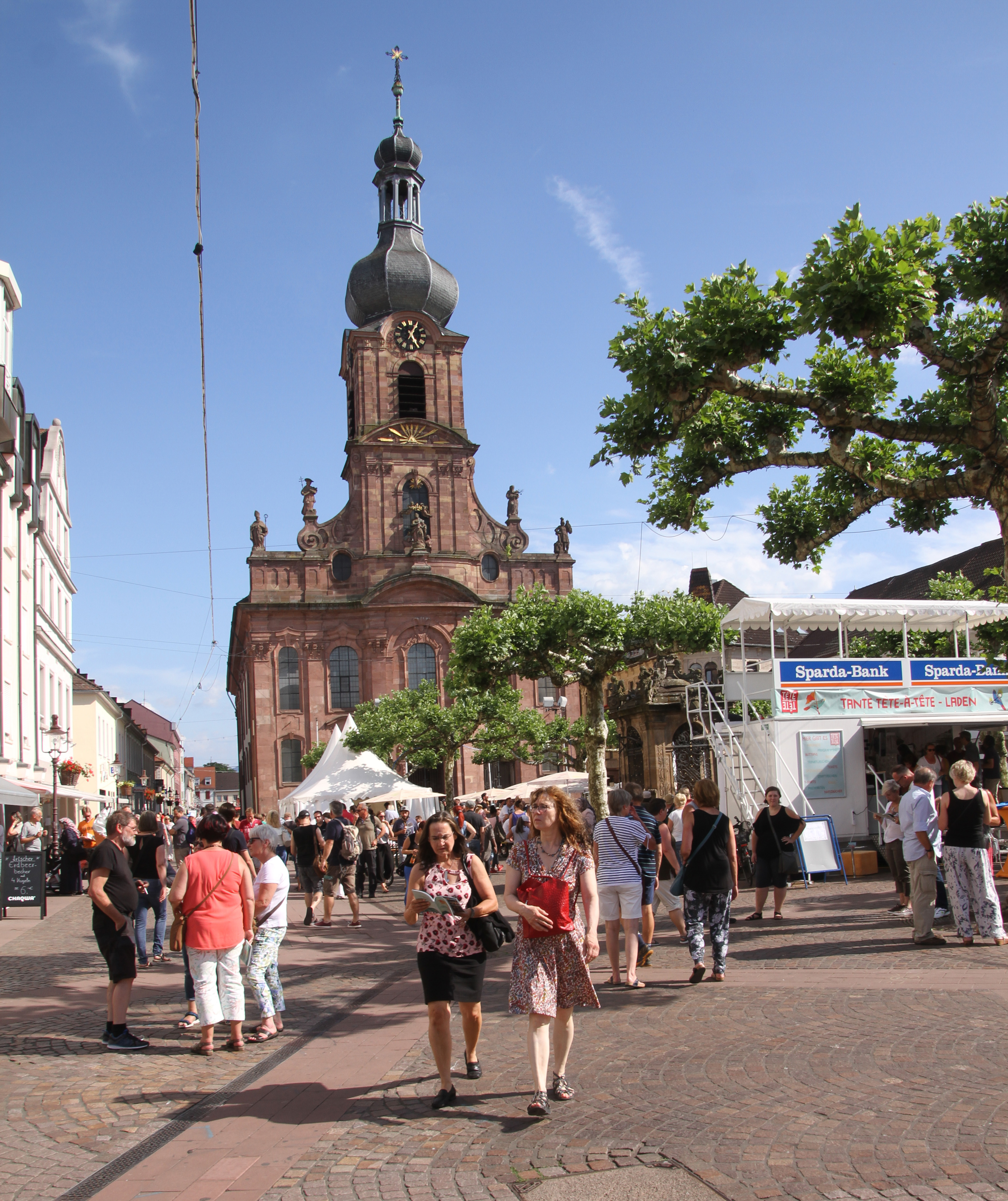
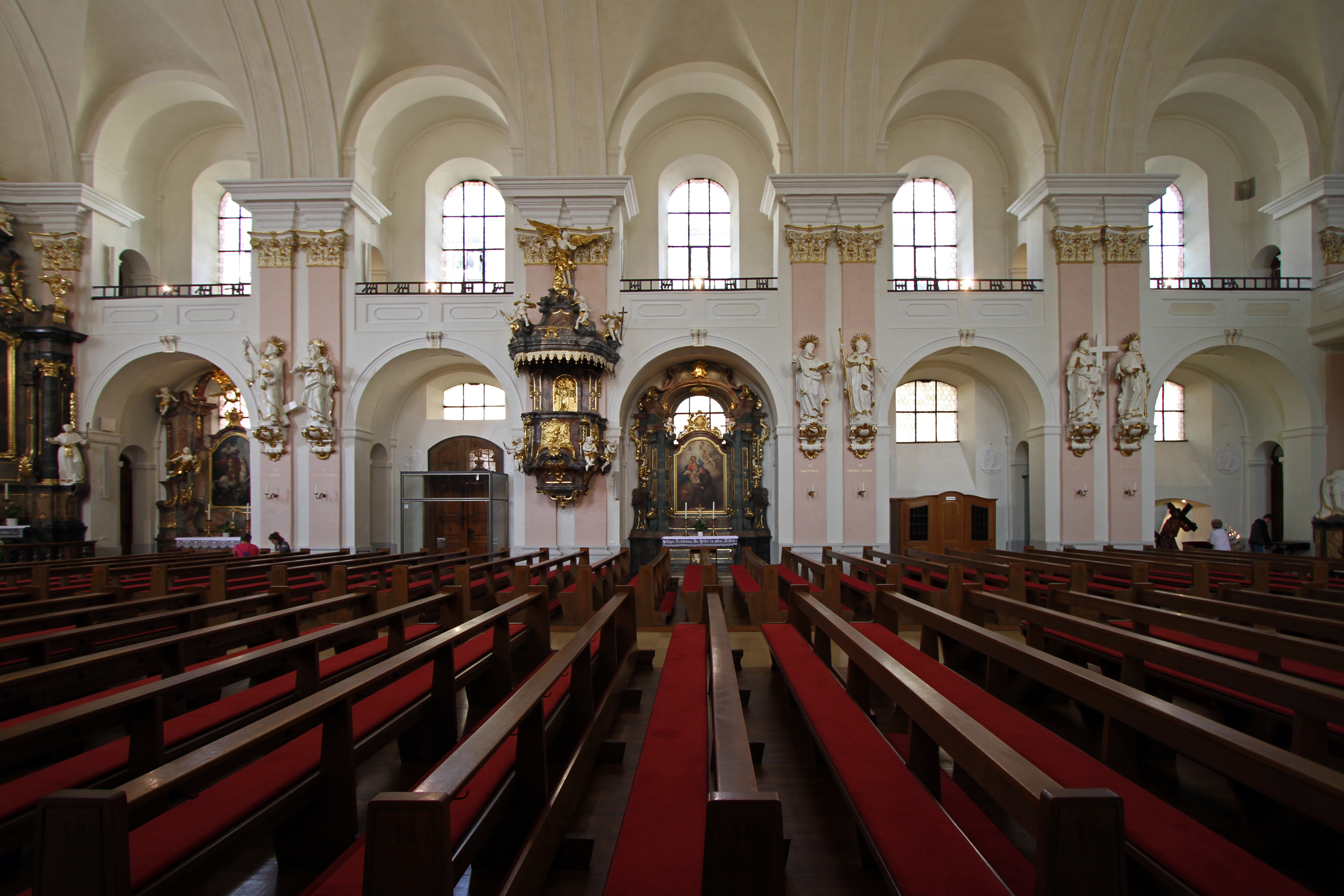
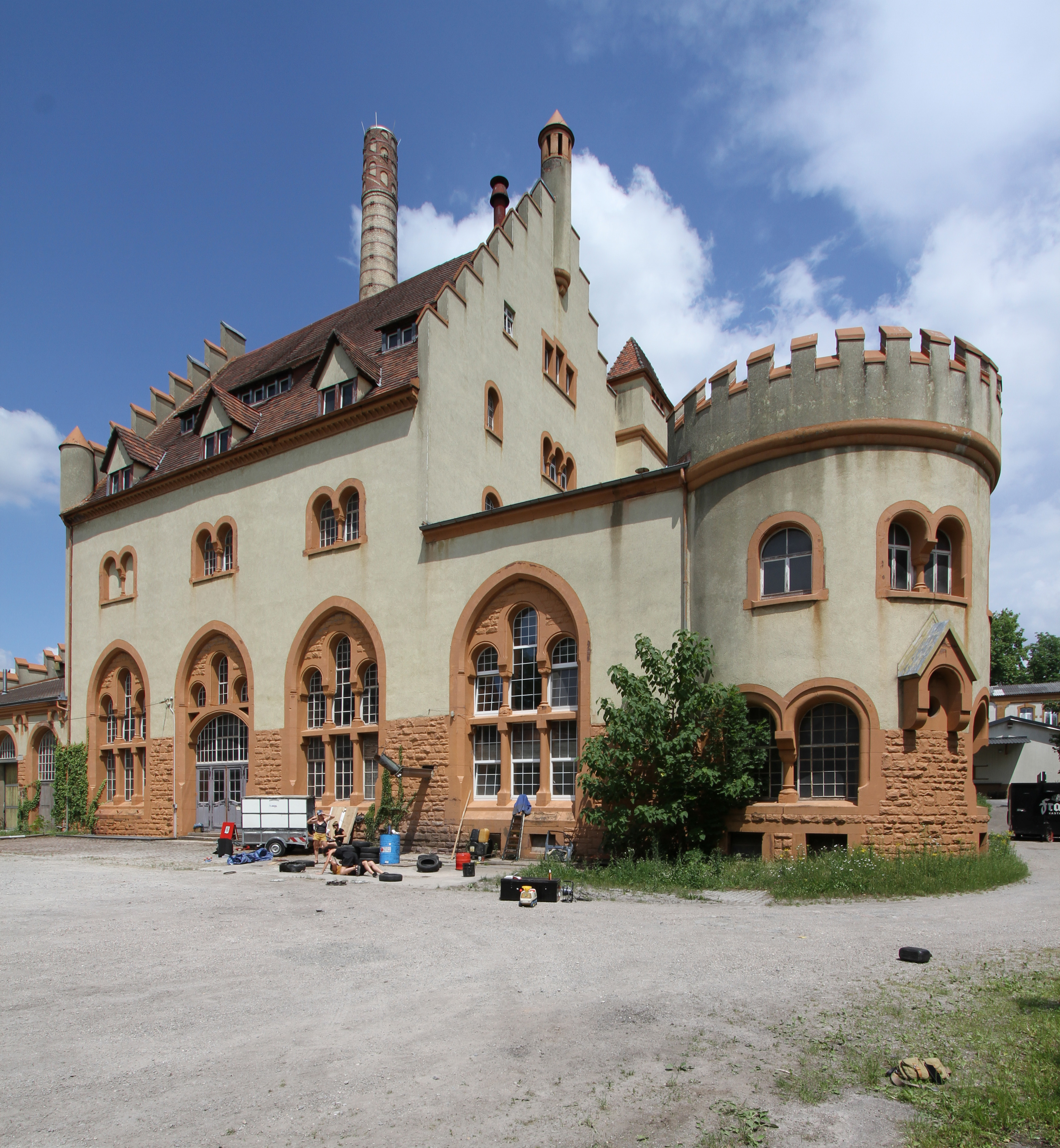
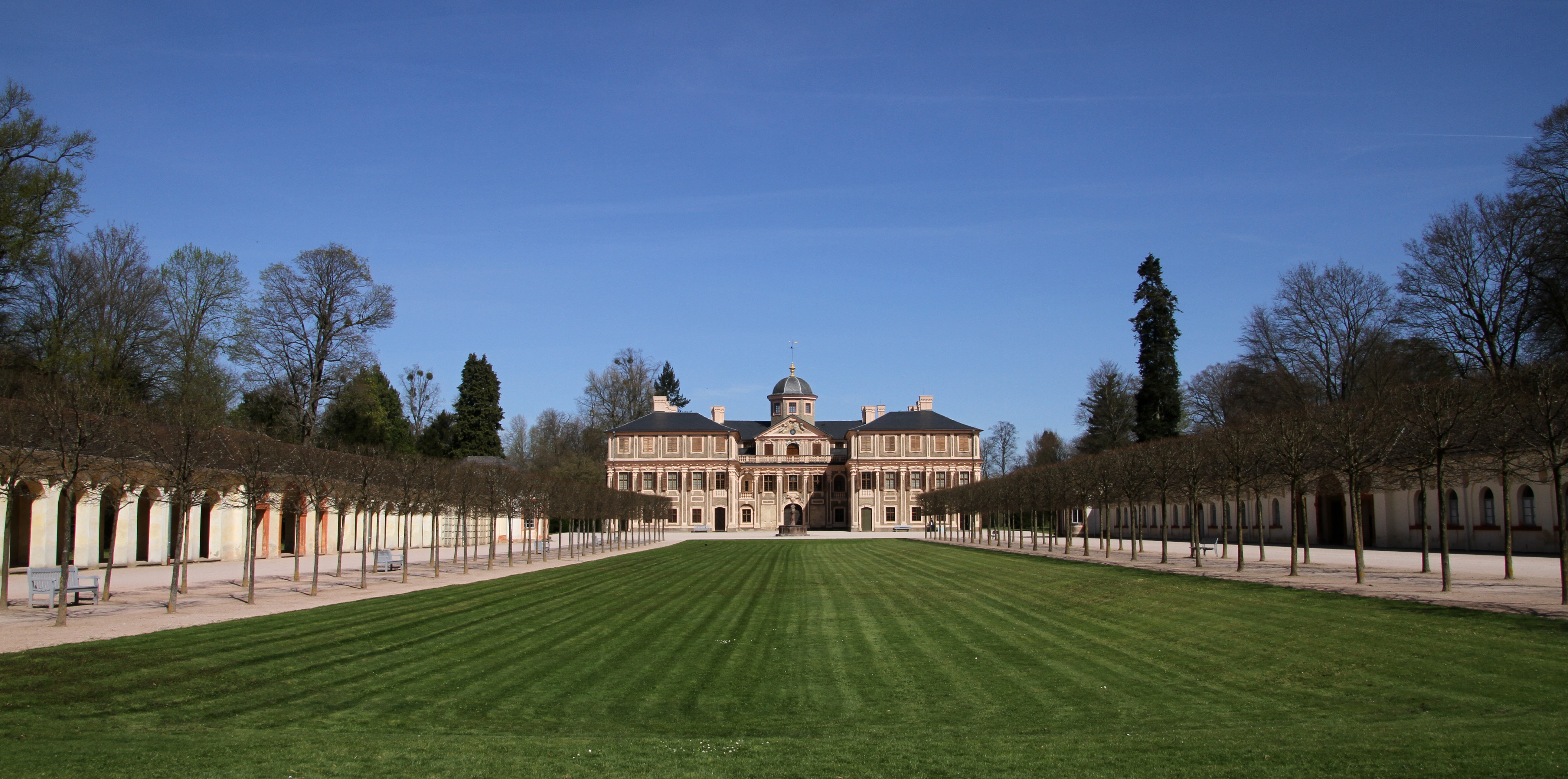
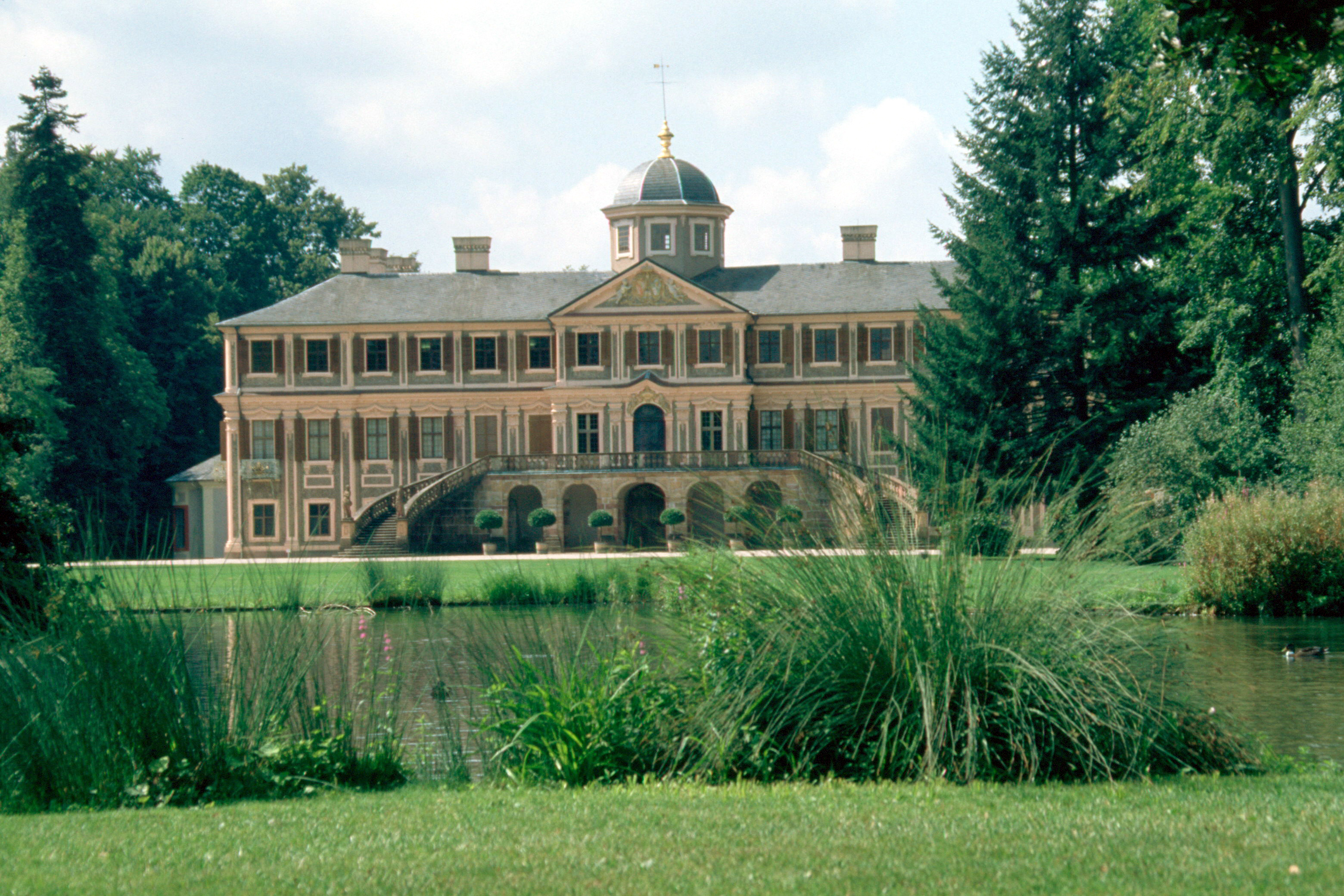